# Douve (rzeka w Belgii)
Douve – rzeka we Belgii. Stanowi lewy dopływ rzeki Leie.